# Torre de la Illeta de l'Horta (El Campello)
La Torre de la Illeta de l'Horta i també denominada com a Torre Saleta, és una construcció defensiva del segle xvi per a la vigilància de la costa marítima situada en el municipi del Campello.
La torre s'emplaça a escassa altura sobre el nivell del mar, en una zona rocosa propera al jaciment arqueològic de la Illeta, dominant en l'actualitat el port esportiu del Campello.
La construcció es presenta com un con truncat, amb un diàmetre de sis metres a la base i de cinc en la seua part més alta. La base de la torre és massissa, presentant una única habitació en el tram superior que es cobreix amb una volta semiesfèrica. Existeixen obertures en totes les orientacions, situant-se la porta d'entrada cap a l'est. Per a accedir a aquesta, era necessari una escala «de gat» o corda. A l'interior es troba una escala per la qual s'accedeix a la terrassa superior. L'estructura portant és un gruixut mur de maçoneria irregular, sent la cara externa de carreu. La pedra de carreu es troba en les obertures dels buits, així com en les volades en les quals es recolza la coronació de la torre.

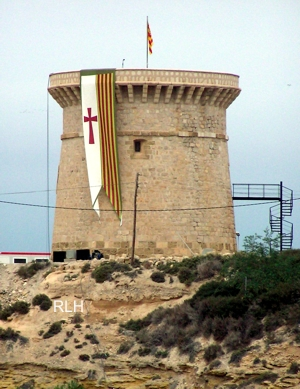
Torre de la Illeta de l'Horta

L'edifici va ser aixecat entre els anys 1554 i 1557 per ordre del virrei de València, Bernardino de Cárdenas i Pacheco, duc de Maqueda, completant una sèrie de punts de vigilància costanera per defensar a la població dels atacs dels pirates barbarescs, estant la Torre connectada amb la línia de defensa del castell de Santa Bàrbara d'Alacant. Des de la Torre de la Illeta és possible encara albirar la Torre d'Aigües, una altra de les construccions defensives que es troben dins del terme municipal del Campello.
La Torre comptava amb una guarnició de quatre homes. Dos d'ells s'encarregaven de la vigilància i d'alertar de perill, mitjançant senyals de fum durant el dia i amb fogates durant la nit. L'altra parella d'homes eren els encarregats d'anar a cavall a donar avís de qualsevol eventualitat.
Aquest element defensiu va ser declarat Bé d'Interès Cultural amb la inclusió genèrica de 1949, i individualment en la categoria de Monument en 1996, sent restaurada l'any 1991. Avui dia, la Torre de la Illeta és l'element representatiu de la localitat del Campello.